# Septulina glauca
Septulina glauca es una especie de angiosperma de la familia Loranthaceae. Esta especie fue descrita para la ciencia en 1895, por (Thunb.) Tiegh.   

## Descripción
Tiene una apariencia glauca debido a una cobertura de pelos estrellados diminutos en forma de escamas, bastante delgados, 1 link o menos en diámetro. 6 pulgadas por debajo del ápice; Ramitas que se extienden o ascienden, como las hojas, los pedicelos, el receptáculo y el cáliz, densamente escocés con pelos estrellados y escamas; hojas alternas, pecioladas, oblanceoladas-oblongas u obovadas-oblongas, más raramente obovadas o elípticas, 1 / 2–1 1/2 pulgada de largo, 1 1 / 2–6 link. Amplio, obtuso o redondeado en el ápice, estrechado gradualmente en la base, coriácea, nervio medio ligeramente elevado en la superficie inferior; peciolo 1 / 2–1 1/2 link largo; umbelas axilares, sésiles o más raramente tres juntas, la del medio pedúnculo, las laterales sésiles, de 2 o 4 flores, o flores solitarias; pedúnculo 2 link de largo o menos pedicelos 1–1 1/2 link de largo; brújula sub erecta, unilateral, oblonga lineal, 1–1 1/4 link de largo; flores tetramerosas; receptáculo y cáliz juntos estrechamente campanulados, 1–1 1/4 link
Cáliz claramente 4 lóbulos, claramente más corto que el receptáculo, 1 / 4– 3/8 link de largo; corola más o menos vestida en un estado joven con pelos cortos verticilados ramificados que se desprenden rápidamente, revelando una cubierta de escotilla de pelos estrellados, cuadrada en la yema con caras cóncavas, ligeramente claviformes y con mayor densidad de escamas arriba, ligeramente agrandadas en la base, 1 –1 1/2 pulgada de largo; Inflamación basal elipsoide, 1 1/2 link de largo; La flor se expande en dos etapas, los lóbulos se separan primero uno del otro y se vuelven reflejos, y el tubo se divide unilateralmente por una corta distancia hacia abajo; Tubo tachonado por dentro con papilas cónicas; lóbulos oblongos espatulados, 2 3 / 4–4 link de largo, parte superior apenas 1/2 link de ancho; estambres erectos; Filamentos insertados alrededor de 1/2 link.
Por encima de la base de los lóbulos de la corola, 1–1 3/4 link de largo; Anteras lineales, aproximadamente 1 link de largo, divididas transversalmente en numerosas celdas pequeñas dispuestas en 4 filas verticales, conectivas producidas más allá de las celdas, celdas 5 en cada una de las filas internas, 6–7 en cada una de las externas; disco cuadrangular, papilado; estilo estrechado hacia arriba; Estigma elipsoide, 1/6 link de largo; baya oblongo-elipsoide, 3–3 1/2 link de largo, escamoso, coronado por el cáliz persistente, que apenas sobrepasa el disco; baya oblongo-elipsoide, 3–3 1/2 link de largo, escamoso, coronado por el cáliz persistente, que apenas sobrepasa el disco; baya oblongo-elipsoide, 3–3 1/2 link de largo, escamoso, coronado por el cáliz persistente, que apenas sobrepasa el disco.